# Taxi Driver
Taxi Driver är en amerikansk psykologisk thriller-film från 1976, regisserad av Martin Scorsese, skriven av Paul Schrader och producerad av Julia Phillips och Michael Phillips. Den tilldelades Guldpalmen vid filmfestivalen i Cannes 1976. Det var den andra filmen i samarbetet mellan Martin Scorsese och Robert De Niro.
I USA hade filmen biopremiär den 8 februari 1976. Den hade svensk premiär den 12 mars 1977 på Grand och Victoria i Stockholm samt Sandrew i Malmö.

## Handling
Vietnamveteranen Travis Bickle (Robert De Niro) är en ensam och deprimerad man i New York. Han lider av sömnlöshet och för att handskas med detta börjar han arbeta som taxichaufför. Den nattarbetande taxichauffören, med sitt självbedragande, lättretade och trötta sinnelag, betraktar nu dekadensen i storstaden. Snart föraktar Bickle samhället han lever i, vilket leder honom till social isolering. Då han förgäves försöker rädda Iris (Jodie Foster), en ung prostituerad flicka, hamnar han på gränsen av sitt förnuft. Så han sjunker ner i idiosynkrasi och uppenbar misär.
Filmen berättas av Travis Bickle genom inre monolog och hans dagboksanteckningar.

## Rollista
| Robert De Niro  | – Travis Bickle                        |
| Jodie Foster    | – Iris                                 |
| Cybill Shepherd | – Betsy                                |
| Harvey Keitel   | – Sport Matthew                        |
| Albert Brooks   | – Tom                                  |
| Leonard Harris  | – Senator Charles Palantine            |
| Joe Spinell     | – Personalassistenten på taxistationen |
| Peter Boyle     | – "Wizard"                             |
| Harry Northup   | – En soldat                            |
| Martin Scorsese | – Passagerare tittande på siluetter    |
| Victor Argo     | – Melio                                |
| Steven Prince   | – Andy, vapenhandlaren                 |
| Diahnne Abbott  | – Flicka i porrbiokassan               |